# Niños de Rusia

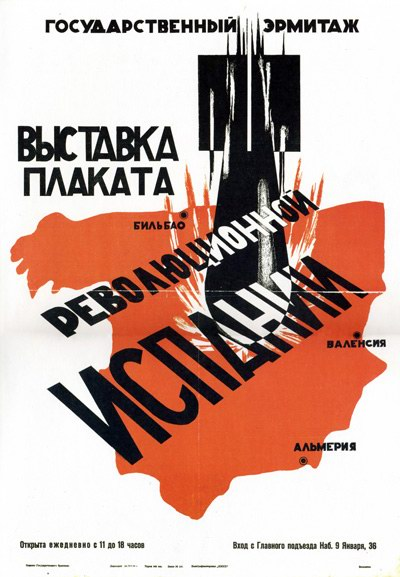
Anuncio de una exposición con carteles de apoyo a la República española en el Museo del Hermitage de San Petersburgo.

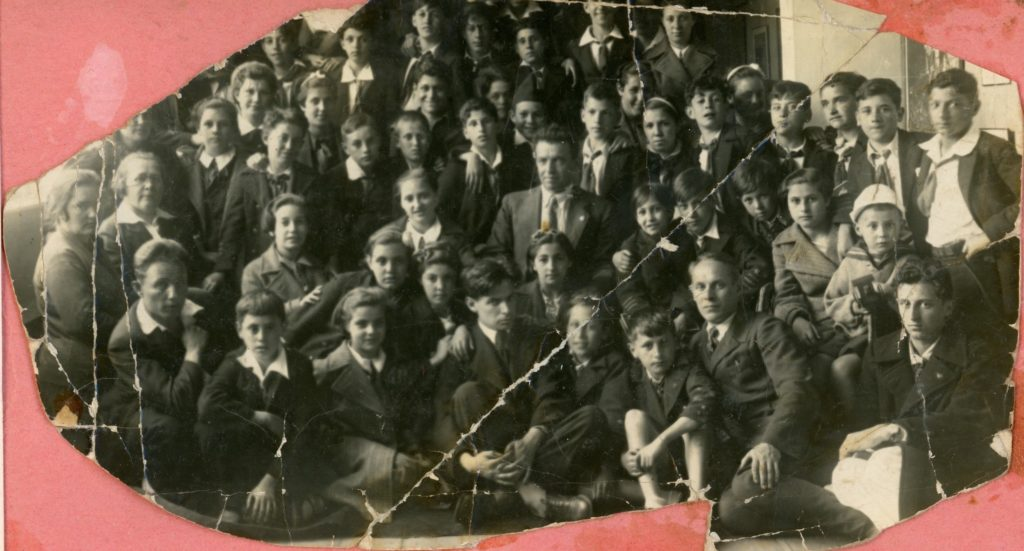
Niños y maestros de la Casa 9, Leningrado hacia 1938. Los tres mil "niños" acogidos en la URSS se distribuyeron en más de diez Casas o internados, principalmente en Rusia y Ucrania, aunque posteriormente se abrieron nuevas residencias. En Leningrado había cuatro Casas, dos en la ciudad y dos en Pushkin, en la periferia.

Se denomina Niños de Rusia a los miles de menores de edad enviados al exilio durante la guerra civil española desde la zona republicana a la Unión Soviética, entre los años 1937 y 1938, para evitarles los rigores de la guerra. En total unos 37.500 niños fueron enviados por la República al extranjero en operaciones de salvamento. Unos 17.200 no volvieron e hicieron sus vidas sin sus familias y solos en tierra extraña. Una parte de ellos, en torno a 3.000, fueron evacuados a la Unión Soviética, en un contingente compuesto mayoritariamente por vascos y asturianos; otros a México, Bélgica... «Solamente en 2005, el Estado reconoció públicamente sus sufrimientos vitalicios y les concedió una pensión. La mayoría ya habían muerto para entonces».
En un primer momento, disfrutaron de un cálido recibimiento y un trato en general bueno por parte de las autoridades soviéticas, mientras la guerra civil seguía su curso. Sin embargo, con la entrada de la Unión Soviética en la Segunda Guerra Mundial y la invasión nazi, de las zonas en que se encontraban las casas donde estaban alojados, hubieron de sobrellevar la dureza de la guerra, y posteriormente la de la vida en el país soviético en plena Gran Guerra Patria, que no les permitía salir del país y un régimen católico que miraba con recelo a los que finalmente lo consiguieron. El primero de ellos en ser repatriado, Celestino Fernández-Miranda Tuñón, llegó a España el 7 de enero de 1942 tras haber combatido en el ejército soviético y hecho prisionero por los finlandeses en Carelia, según consta en La Emigración Española en la U.R.S.S. de Andréi Elpátievsky y en Pisaré sus calles nuevamente, de Pablo Fernández. Algunos regresaron a España entre 1956 y 1959 y otros se trasladaron a Cuba durante los años sesenta, aunque un importante colectivo ha permanecido en Rusia hasta la actualidad.
En febrero de 2004 todavía se contaban 239 Niños de Rusia como residentes en los territorios de la antigua Unión Soviética, según los archivos del Centro Español de Moscú.
En la actualidad, habiendo tenido posibilidad de recuperar su nacionalidad perdida, disponen de ciertas ayudas por parte del Estado español. 
En 2021 la Asociación "Niños de Rusia", inscrita en el registro nacional de Asociaciones de España en la Sección 1ª, con el Nº 620713, ha constatado la existencia de unos 150 niños (mayoritariamente niñas), casi todos ellos nonagenarios, distribuidos por diversos países del mundo, aunque la mayor parte de ellos residen en Rusia o en España.
Aunque los Niños de Rusia no son los únicos, ni siquiera la mayoría de los niños enviados al exilio, es común también la referencia a los mismos, en general, como los Niños de la Guerra.

## Las expediciones
Según avanzaba la guerra civil española, debido a las duras condiciones que se sufrían en la retaguardia republicana, se organizaron diferentes "envíos" de menores de edad a países más o menos afines ideológicamente a la causa republicana o únicamente con intenciones humanitarias, con el objetivo de que los pequeños dejaran atrás las calamidades propias de la guerra. Las expediciones fueron organizadas a través del Consejo Nacional de la Infancia Evacuada, creado a tal efecto por el gobierno del Frente Popular. Francia (con unos 20 000 niños evacuados), Bélgica (5000), Reino Unido (4000) y, en menor cantidad, Suiza (800), México (455) y Dinamarca (100) recibieron de ese modo a menores españoles evacuados.
A la Unión Soviética fueron enviadas cuatro expediciones entre 1937 y 1938, con un total de 2895 niños,
1676 de ellos varones y 1197 niñas.
Las salidas desde Valencia y Barcelona estaban formadas por hijos o familiares de pilotos o militares.
Todas ellas contaban con el apoyo del gobierno de la República española, de la Unión Soviética y de la Cruz Roja Internacional, realizándose convocatorias públicas para la selección de los niños y sus acompañantes. Sin embargo, y teniendo en cuenta las diferentes condiciones en que se produjeron las evacuaciones (alguna de ellas, con una gran urgencia debido a la cercanía de las tropas franquistas), se produjeron diversos casos de confusión y pérdida de niños (menores extraviados en el trayecto de una provincia a otra, padres que pensaban que sus hijos iban a Francia y no a la Unión Soviética...).
| Número de niños | Fecha de salida                   | Procedencia       | Puerto de salida   |
| 72              | Marzo de 1937 / 21/03/37          | Madrid y Valencia | Valencia           |
| 1765 / 1495     | 12/06/37 / 13/06/37               | País Vasco        | Bilbao (Santurce). |
| 800 / 1100      | 23/09/37 / 24/09/37               | Asturias          | Gijón (El Musel).  |
| 76 / aprox. 300 | Octubre de 1938 / finales de 1938 | Barcelona         | Barcelona          |
| 130             | 1939                              | no consta         | no consta          |
| 52              | Posguerra                         | no consta         | no consta          |

La mayoría de los niños provenía del País Vasco, Asturias y Cantabria, zonas que habían quedado aisladas del resto de la República por el avance franquista. Varios de los traslados se realizaron en barcos mercantes, en los que los menores viajaban hacinados en las bodegas. Según el acuerdo con la Unión Soviética, las edades de los niños debían estar comprendidas entre los cinco y los doce años, aunque se tiene constancia de casos de ocultación o falsificación de la edad real, y algunas fuentes señalan que la edad oscilaba entre los 3 y los 14 años.
Junto a ellos viajaban un reducido grupo de adultos, de edades entre los 19 y los 50 años aproximadamente, principalmente para ejercer funciones educativas (otros acudían como personal auxiliar).

## Las Casas de Niños
El recibimiento dispensado en Leningrado a alguna de las expediciones fue una fiesta. Como correspondía a una maniobra con un trasfondo propagandístico de importancia, en la que se demostraba el apoyo soviético a la lucha contra el fascismo en España, las autoridades soviéticas se preocuparon de la higiene, alimentación y salud de los niños. Se los distribuyó en diferentes centros de acogida, las "Casas de Niños" o "Casas Infantiles para Niños Españoles", entre las que había casas de descanso de los Sindicatos e incluso pequeños palacios que habían sido expropiados durante la Revolución de Octubre. En estas casas, aparte de tener cubiertas todas sus necesidades, recibían educación en su mayor parte en español, impartida por los educadores españoles (en su mayor parte mujeres), conforme al modelo educativo y los ideales soviéticos.
La propaganda comunista los veía, de algún modo, como la futura élite política en una república socialista española que surgiría de la victoria en la Guerra Civil. Entre los niños y sus familiares también existía el convencimiento de que su paso por Rusia sería corto, y en sus testimonios confirman que se sentían felices ante la aventura del viaje a un país extranjero.
A finales de 1938 se contaban un total de dieciséis casas en toda la Unión Soviética. Once de ellas se situaban en la actual Federación de Rusia: entre ellas, una en el centro de Moscú (conocida como Pirogóvskaya), dos en la zona de Leningrado (una en Pushkin, actual Tsárskoye Seló, a 24 kilómetros al sur de la ciudad; una en Óbninsk) y 5 en Ucrania (entre ellas, una en Odesa, otra en Kiev y otra en Eupatoria).
La vida en general en las Casas de Niños es recordada por los mismos como un paréntesis alegre entre las dos guerras cuyas consecuencias sufrirían.
Los supervivientes siguen teniendo conciencia de haber sido privilegiados por la educación recibida durante estos años, hasta la llegada de la guerra.

## La Segunda Guerra Mundial
Fuese únicamente por las repercusiones de la propia guerra (que forzó la evacuación y desmantelamiento de las casas por los peligros de invasión nazi), o también por el posible desinterés soviético tras el final de la Guerra Civil y en el período que estuvo vigente el Pacto Ribbentrop-Mólotov, la situación de los niños cambió trágicamente con el inicio de la Segunda Guerra Mundial. Dado que el ejército alemán penetraba tanto por el norte cercando Leningrado como por el centro hacia Moscú y por el sur hacia Ucrania, todas las zonas donde se encontraban las casas de los niños españoles se encontraban comprometidas. En concreto, los niños que se encontraban en las dos casas de Leningrado sufrieron los primeros meses del bloqueo de la ciudad por el ejército alemán, en el crudo invierno de 1941 a 1942. En el momento en que pudo abrirse el cerco, al poder atravesar los camiones el helado lago Ládoga, fueron evacuados un total de 300 niños.
Paulatinamente, y con el acuerdo del Partido Comunista de España se procedió a la evacuación de las diferentes casas a zonas consideradas seguras, en algunos casos remotas, vecinas a los Montes Urales y el Asia Central.
Las condiciones de vida en ese "segundo exilio" empeoraron notablemente. Muchos niños fallecieron o enfermaron: la tuberculosis y el tifus, unidos a las severísimas temperaturas del invierno soviético y la mala alimentación, provocaron numerosas víctimas. Muchos de los niños mayores se alistaron en el Ejército Rojo; aparte de las paupérrimas condiciones de vida que ahora tenían, también existía un componente ideológico en su decisión (luchar contra el fascismo en Rusia tal y como lo hacían sus padres en España), así como de agradecimiento hacia el pueblo que tan bien les había recibido y tratado hasta la llegada de la guerra. Sin embargo, también se dieron casos de represaliados por la propia Unión Soviética. Está documentada la detención del doctor Juan Bote García, que había acompañado a los niños como educador, y que fue internado en el campo de concentración de Karagandá por rehusar educar a los niños según el sistema educativo soviético. Su petición de "menos marxismo y más matemáticas" supuestamente le habría costado el Gulag.

Incursión nazi en el Frente Oriental. Se observa el internamiento más allá de Ucrania hasta en la Óblast de Sarátov: un grupo de niños españoles fue capturado en esa región, en la localidad de Krasnoarmeisk.

Los alistados, 130 en total, participaron con el Ejército Rojo en la defensa de las principales ciudades del país, especialmente en las batallas por la defensa de Moscú, Leningrado y Stalingrado, sufriendo los rigores de la guerra y siendo en ocasiones condecorados por su actuación militar.
Setenta españoles murieron en el cerco de Leningrado, de los que 46 habrían sido niños o jóvenes.
La suerte del resto no fue mejor. Los traslados los llevaron a lugares remotos tales como Samarcanda o Kokand (actual Uzbekistán), Tiflis (actual Georgia) o Krasnoarmeisk (en la actual Óblast de Sarátov, Rusia). En esta última localidad, en agosto de 1942, el ejército nazi capturó en una incursión a dieciséis (o catorce, según las fuentes) niños españoles, que fueron entregados a la Falange para su repatriación en diciembre, e inmediatamente convertidos por las autoridades franquistas en baza propagandística.

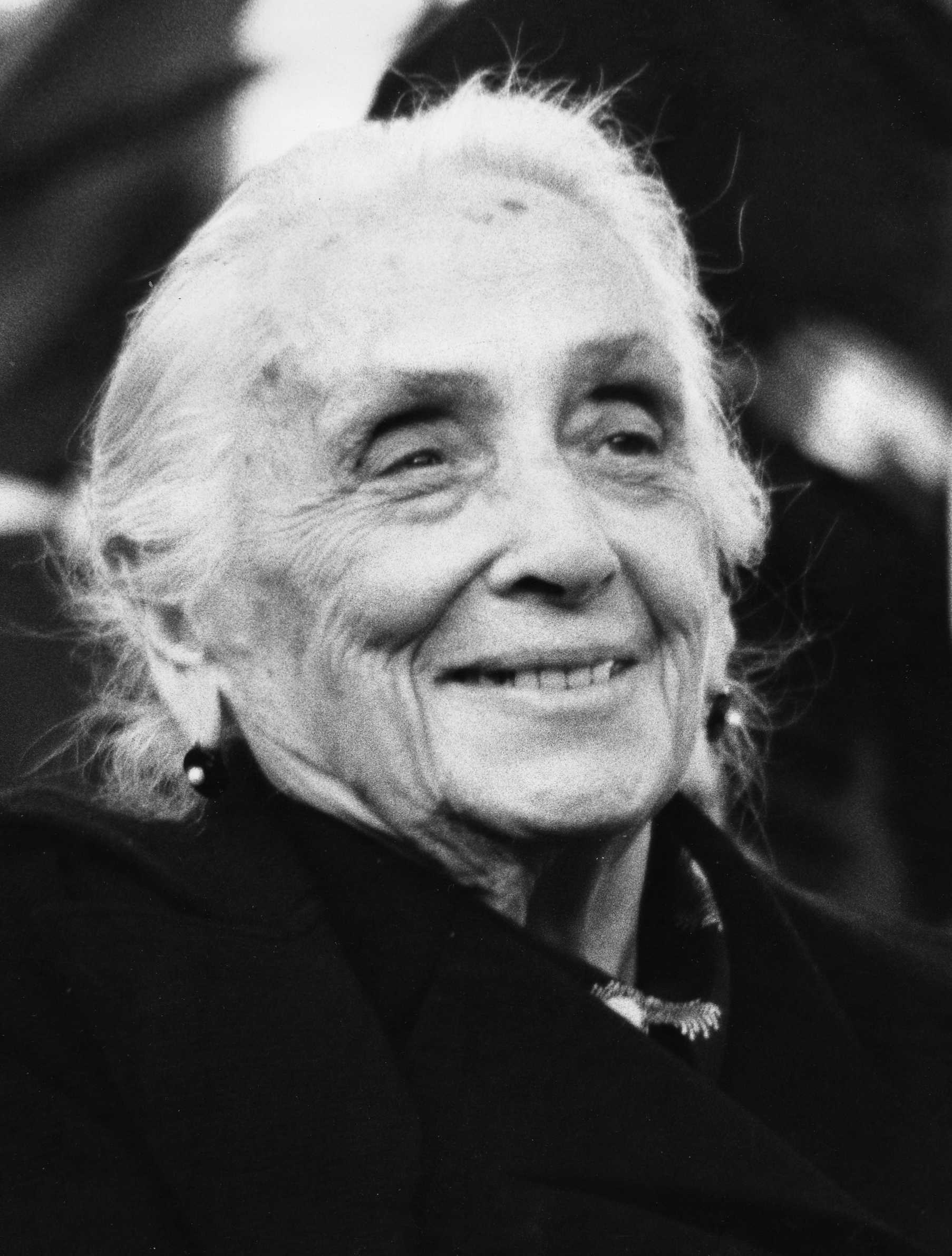
Dolores Ibárruri, Pasionaria (1895-1989).

Es de esta época de la que proceden los testimonios más estremecedores: hambre, enfermedades, delincuencia, violaciones y prostitución.
Varias fuentes refieren la existencia de bandas dedicadas a perpetrar hurtos. Entre ellas, el militar republicano Valentín González El Campesino refiere la existencia de una en Kokand formada por niños españoles que se negaban a mezclarse con niños rusos, y que incluso utilizaban la bandera de la República española como emblema. Curiosamente, refiere González, cuando alguno de aquellos niños era capturado y ejecutado, no lo era en su calidad de bandido, sino como supuestos "falangistas" que hubieran sido traídos a la Unión Soviética durante la guerra civil.
Las colonias infantiles donde los niños habían sido trasladados comenzaron a sufrir los rigores de la guerra. Aunque los miembros del colectivo seguían, al menos nominalmente, bajo la protección del Partido Comunista Español, la Cruz Roja y otras instituciones y sindicatos soviéticos, en numerosas ocasiones el entonces dirigente del PCE y exiliado en la Unión Soviética, Jesús Hernández hubo de presionar a las autoridades para que proporcionaran los artículos más elementales para la supervivencia de los menores: alimentos, medicinas, calefacción.
Los que sobrevivieron lo hicieron sobrellevando unas duras condiciones de vida, instalados en humildes casas de campesinos y trabajando el campo para asegurarse un sustento.
Cuando Hernández abandonó la Unión Soviética en 1943 camino de México, cerca del 40 % de los niños españoles había fallecido. En 1947, y con ocasión del aniversario de la llegada a Rusia, se organizó un acto que no logró reunir a más de 2000.
Cabe señalar que diversos testimonios critican la actitud del PCE, contrario al retorno de los niños a España. Sea o no literal la frase de Dolores Ibárruri que transcribe Hernández:

No podemos devolverlos a sus padres convertidos en golfos y prostitutas, ni permitir que salgan de aquí como furibundos antisoviéticos.

lo cierto es que el recuerdo que retienen los niños acerca del comportamiento del PCE, y en particular el de la Pasionaria, es en muchas ocasiones negativo.
En todo caso, la situación de los niños españoles ha de entenderse dentro del contexto de un conflicto bélico, en el que la situación de la población soviética no era necesariamente mejor que la de los refugiados españoles. En ese sentido, el escritor y ensayista Daniel Arasa apunta:

...basar los ataques a él [Stalin] (en lo referente a los españoles) en las afirmaciones de Jesús Hernández y Valentín González “el Campesino”, y sin exponer el terrible entorno que vivieron, es demasiado simplista.
Daniel Arasa

## Intentos de recuperación de los niños por el régimen
La vuelta a España de los niños deportados, especialmente los que estaban en la Unión Soviética, seguía considerándose por el régimen franquista un objetivo político a perseguir. Incluso antes de terminar la propia guerra, la Falange tomó a su cargo dicho objetivo, haciendo bandera del mismo en su búsqueda del mayor protagonismo político posible dentro del futuro Estado franquista. Manuel Hedilla, jefe nacional de la organización, enviaba en 1937 una carta al diario The Times pidiendo ayuda ante lo que calificaba como "inhumana exportación de niños" a la Unión Soviética, ofreciéndose incluso a sufragar los gastos de mantenimiento de los pequeños.

Nuestra pobre FALANGE, pobre de dinero y poderosa de aliento, quiere para sí sola el sacrificio que suponga el cuidado de esos miles de niños.
Manuel Hedilla

El encargo de su consecución se hizo al Servicio Exterior de Falange, cuyos fondos se encuentran en el Archivo General de la Administración (Alcalá de Henares). De ahí proviene un documento de 1949 referente a los métodos empleados en la empresa:

Nuestros delegados en el extranjero solicitan su devolución a España; en un 99 por ciento de los casos esa solicitud es denegada. Se recurre entonces sin miramientos a los medios extraordinarios, con los que, de una forma u otra, casi siempre se logra al fin obtener al menor.

El primer repatriado de este modo fue uno de los niños que, convertido en soldado del Ejército Rojo, cayó prisionero durante la guerra ruso-finesa. De las informaciones obtenidas por él la Falange deducía la preparación como "activistas" de los niños españoles. Dicha versión hubiera venido avalada por aquella captura nazi de una docena larga de chicos en 1942, supuestamente miembros de una "escuela de activistas". Sea como fuere, el régimen siempre sospechó que los "niños" repatriados pudieran ser agentes filocomunistas. Aún en 1952, en un artículo publicado, entre otros medios, en El Correo Español - El Pueblo Vasco, el escritor y poeta falangista Federico de Urrutia señalaba como tema pendiente de la guerra "los menores expatriados en 1937 que lo fueron a la fuerza o engañados". En él señalaba específicamente a los enviados a la Unión Soviética, que 

dada la infrahumana educación recibida [...] ya habrían dejado de ser criaturas humanas, para convertirse en desalmados entes sovietizados.

Siguiendo esa doctrina, se dio algún caso en que una vez repatriado el niño, ni siquiera era devuelto a su familia, "por no ofrecer [...] ninguna garantía sobre su educación", siendo entregado al Auxilio Social.

## Tras la guerra: España, México, Cuba, la Unión Soviética
Tras la muerte de Stalin en 1953, se inicia un período de un relativo deshielo de las relaciones del régimen franquista con la Unión Soviética. Ya hace años de la derrota del Eje, al que Franco había apoyado con el envío de la División Azul a combatir contra los soviéticos, y con la entrada de España en la ONU aún reciente (1955), en 1957 se produce el acuerdo para el regreso de los "niños" que lo desearan a España. El traslado se organiza con discreción, aunque no deja de tener un componente publicitario paradójico: el régimen intenta aparecer como "salvador" del peligro soviético a aquellos que marcharon como menores. El 21 de enero, como parte de un acuerdo entre ambos Estados con el concurso de la Cruz Roja de ambos países, el buque soviético Crimea llega al puerto de Castellón de la Plana con 412 españoles a bordo. Entre ese año y el siguiente llegarían a España cerca de la mitad de los jóvenes enviados a la Unión Soviética.
Los retornados encontraron a su vuelta un régimen hostil, la desconfianza de unas autoridades que sospechaban de su filocomunismo y, sobre todo, unas familias que dejaron ir a niños y que recibían tras casi veinte años a adultos, en ocasiones padres de familia a su vez, con otra educación y experiencias vitales opuestas. El reencuentro por tanto no fue fácil y un número no despreciable decidió finalmente regresar a la Unión Soviética.
Previamente, un pequeño grupo de unos 150 niños obtuvo permiso, en 1946, para marchar a México a reunirse con sus familiares. A otro grupo de unos 200 "niños", el conocimiento de la lengua española los llevó a viajar, desde mediados de 1961 y hasta mediados de la década de los setenta, a la Cuba de Castro, como especialistas soviéticos enviados por el Partido Comunista de España, desempeñando allí trabajos de traductores, profesores, en la construcción o incluso como técnicos para la inteligencia cubana.
En Cuba recibieron el apelativo de "hispano-soviéticos".
La mayoría de los niños que finalmente pasaron sus vidas en la Unión Soviética, regresados tras la guerra a los lugares de los que habían sido evacuados, acabaron radicándose en Moscú, aunque hubiera quien acabase situando su residencia en los remotos parajes de Siberia. Las estancias vacacionales en España estaban permitidas para los que hubieran permanecido veinte años en la Unión Soviética. Desde los años 60 algunos fueron volviendo de manera individual, y tras la caída del muro de Berlín y la disolución de la Unión Soviética, un número considerable volvió a España. Los supervivientes han seguido manteniendo un contacto frecuente. Los que permanecieron definitivamente en la Unión Soviética, concretamente en Moscú, solían reunirse en las salas de alguna fábrica, en el Club Chkálov o en el propio Centro Español (también conocido como Casa de España). Los que volvieron, ya fuese a través de asociaciones (entre ellas las de Asturias, País Vasco o Madrid) o de un modo más informal, también han seguido frecuentándose en los lugares de los que eran originarios y a los que volvieron.
En todo caso, la situación para todos ellos nunca dejó de ser peculiar, debido a que España no mantuvo relaciones diplomáticas con la Unión Soviética hasta los últimos meses de la dictadura, en 1977. Incluso en algún aspecto se vieron perjudicados por la caída del régimen soviético, quedando en un limbo legal del que salieron en 1990, con la concesión de la posibilidad de recuperar su nacionalidad "perdida" por parte de las Cortes españolas. Posteriormente, en 1994, obtendrían el derecho a recibir pensiones de jubilación, invalidez y supervivencia. En 2005, se reconoce, tanto a los aún residentes en el extranjero como a los retornados, el derecho a una prestación económica por su condición de menores exiliados que pasaron la mayor parte de su vida fuera de España. Dicha ley incluye asimismo mecanismos para la cobertura sanitaria cuando esta fuese insuficiente en el lugar de residencia.
Los supervivientes de aquellos niños recibieron, en diciembre de 2003, la Medalla de Honor a la Emigración en su categoría de oro.